# Rhys Murphy
Rhys Philip Elliott Murphy (* 6. listopadu 1990, Shoreham-by-Sea, Spojené království) je irský fotbalový útočník narozený v Anglii, který v současnosti hraje za Dagenham & Redbridge FC.

## Klubová kariéra
Rhys Murphy začínal s fotbalem v týmu Wimbledonu než se připojil k akademii Arsenalu. Zde na sebe později upozornil, když ve 21 zápasech vstřelil sedmnáct branek. Rhys byl klíčovým hráčem akademie, které svými výkony dopomohl k vítězstvím v Premier Academy League a FA Youth Cupu.
24. listopadu 2009 odešel do Brentfordu na tříměsíční hostování, během kterého odehrál pět utkání. V srpnu 2011 byl Murphy na zkoušce ve skotském týmu Rangers, ve kterém odehrál přátelský zápas za rezervu proti Hamiltonu. V lednu 2012 se zúčastnil další zkoušky ve skotském týmu, tentokrát v Hibernian. Na konci ledna přestoupil na půlroční hostování do týmu Preston North End. Za třetiligový tým odehrál celkem pět utkání bez vstřelené branky. Po skončení sezony byl z Arsenalu propuštěn. Nové angažmá si našel v týmu SC Telstar z druhé nejvyšší nizozemské ligy Eerste Divisie.

## Úspěchy

### Klubové
Arsenal
- Premier Academy League: 2008/09
- FA Youth Cup: 2008/09